# Wesley Person
Wesley Lavon Person (Brantley, 28 marzo 1971) è un ex cestista statunitense, professionista nella NBA.
È fratello di Chuck Person, anch'egli cestista.

## Carriera
Uscito dalla Auburn University e selezionato dai Phoenix Suns con la 23ª scelta assoluta nel Draft NBA 1994, Person ha militato in sette squadre nel corso della sua carriera. Ha disputato tre stagioni con gli stessi Suns tra il 1994 e il 1997, cinque con i Cleveland Cavaliers tra il 1997 e il 2002, 82 partite in due stagioni con i Memphis Grizzlies nel 2002-2003, 33 partite con i Portland Trail Blazers nel 2003-2004, nove con gli Atlanta Hawks (2004), sedici con i Miami Heat (2004-2005) e 25 con i Denver Nuggets (2005).
Nel complesso, ha chiuso la carriera NBA con medie di 11,2 punti, 3,3 rimbalzi e 1,7 assist a partita.

## Statistiche

### College
| Anno      | Squadra       | PG  | PT | MP   | TC%  | 3P%  | TL%  | RP  | AP  | PRP | SP  | PP   |
| --------- | ------------- | --- | -- | ---- | ---- | ---- | ---- | --- | --- | --- | --- | ---- |
| 1990-1991 | Auburn Tigers | 26  | -  | 33,0 | 47,1 | 35,6 | 76,5 | 5,7 | 1,8 | 1,3 | 1,2 | 15,4 |
| 1991-1992 | Auburn Tigers | 27  | 27 | 35,4 | 50,6 | 48,9 | 72,6 | 6,8 | 2,0 | 1,0 | 1,1 | 19,9 |
| 1992-1993 | Auburn Tigers | 27  | 26 | 35,4 | 55,6 | 46,4 | 77,2 | 7,1 | 3,8 | 0,8 | 0,6 | 18,8 |
| 1993-1994 | Auburn Tigers | 28  | -  | 35,9 | 48,4 | 44,3 | 73,4 | 6,4 | 2,8 | 1,0 | 0,4 | 22,2 |
| Carriera  | Carriera      | 108 | 53 | 35,0 | 50,4 | 44,1 | 74,7 | 6,5 | 2,6 | 1,0 | 0,8 | 19,1 |

### NBA

#### Regular Season
| Anno      | Squadra             | PG  | PT  | MP   | TC%  | 3P%  | TL%  | RP  | AP  | PRP | SP  | PP   |
| --------- | ------------------- | --- | --- | ---- | ---- | ---- | ---- | --- | --- | --- | --- | ---- |
| 1994-1995 | Phoenix Suns        | 78  | 56  | 23,1 | 48,4 | 43,6 | 79,2 | 2,6 | 1,3 | 0,6 | 0,3 | 10,4 |
| 1995-1996 | Phoenix Suns        | 82  | 47  | 31,8 | 44,5 | 37,4 | 77,1 | 3,9 | 1,7 | 0,7 | 0,3 | 12,7 |
| 1996-1997 | Phoenix Suns        | 80  | 42  | 29,1 | 45,3 | 41,3 | 79,8 | 3,7 | 1,5 | 1,1 | 0,3 | 13,5 |
| 1997-1998 | Cleveland Cavaliers | 82  | 82  | 39,0 | 46,0 | 43,0 | 77,6 | 4,4 | 2,3 | 1,6 | 0,6 | 14,7 |
| 1998-1999 | Cleveland Cavaliers | 45  | 42  | 29,8 | 45,3 | 37,5 | 60,4 | 3,2 | 1,8 | 0,8 | 0,4 | 11,2 |
| 1999-2000 | Cleveland Cavaliers | 79  | 38  | 26,0 | 42,8 | 42,4 | 79,2 | 3,4 | 1,8 | 0,5 | 0,2 | 9,2  |
| 2000-2001 | Cleveland Cavaliers | 44  | 22  | 21,8 | 43,8 | 40,5 | 80,0 | 3,0 | 1,5 | 0,6 | 0,3 | 7,1  |
| 2001-2002 | Cleveland Cavaliers | 78  | 78  | 35,8 | 49,5 | 44,4 | 79,8 | 3,8 | 2,2 | 1,0 | 0,5 | 15,1 |
| 2002-2003 | Memphis Grizzlies   | 66  | 44  | 29,4 | 45,6 | 43,3 | 81,4 | 2,9 | 1,7 | 0,6 | 0,3 | 11,0 |
| 2003-2004 | Memphis Grizzlies   | 16  | 0   | 17,8 | 30,8 | 25,6 | 75,0 | 1,1 | 1,4 | 0,3 | 0,1 | 5,2  |
| 2003-2004 | Portland T. Blazers | 33  | 0   | 18,8 | 47,6 | 47,4 | 76,0 | 2,2 | 1,2 | 0,3 | 0,2 | 6,5  |
| 2003-2004 | Atlanta Hawks       | 9   | 0   | 14,7 | 33,3 | 42,1 | 100  | 2,8 | 0,6 | 0,3 | 0,1 | 4,4  |
| 2003-2004 | Miami Heat          | 16  | 3   | 12,9 | 43,9 | 38,1 | 100  | 1,4 | 0,7 | 0,4 | 0,0 | 3,9  |
| 2003-2004 | Denver Nuggets      | 25  | 0   | 18,4 | 48,5 | 48,5 | 55,6 | 2,4 | 1,1 | 0,5 | 0,2 | 8,1  |
| Carriera  | Carriera            | 733 | 454 | 28,3 | 45,7 | 41,8 | 77,8 | 3,3 | 1,7 | 0,8 | 0,3 | 11,2 |

#### Playoffs
| Anno     | Squadra             | PG | PT | MP   | TC%  | 3P%  | TL%  | RP  | AP  | PRP | SP  | PP   |
| -------- | ------------------- | -- | -- | ---- | ---- | ---- | ---- | --- | --- | --- | --- | ---- |
| 1995     | Phoenix Suns        | 10 | 10 | 24,7 | 41,0 | 37,8 | 91,7 | 2,1 | 1,1 | 0,3 | 0,2 | 9,6  |
| 1996     | Phoenix Suns        | 4  | 4  | 45,8 | 39,3 | 31,0 | 80,0 | 5,8 | 0,8 | 0,8 | 0,3 | 14,3 |
| 1997     | Phoenix Suns        | 5  | 1  | 32,6 | 47,2 | 42,4 | 77,8 | 6,6 | 1,2 | 0,8 | 0,6 | 15,6 |
| 1998     | Cleveland Cavaliers | 4  | 4  | 34,0 | 37,9 | 36,8 | 75,0 | 2,3 | 2,5 | 0,8 | 0,0 | 8,0  |
| 2005     | Denver Nuggets      | 4  | 0  | 13,5 | 42,9 | 37,5 | -    | 0,3 | 0,3 | 0,3 | 0,0 | 3,8  |
| Carriera | Carriera            | 27 | 19 | 29,0 | 41,7 | 37,3 | 82,1 | 3,2 | 1,1 | 0,5 | 0,2 | 10,3 |

## Palmarès
- NBA All-Rookie Second Team (1995)